# Arturo Mora
Arturo Mora Ortiz (Fuente el Fresno, 24 maart 1987) is een Spaans wielrenner.

## Belangrijkste overwinningen
2009
- 3e etappe Ronde van Galicië

2010
- 1e etappe Ronde van León